# Naoum Blinder

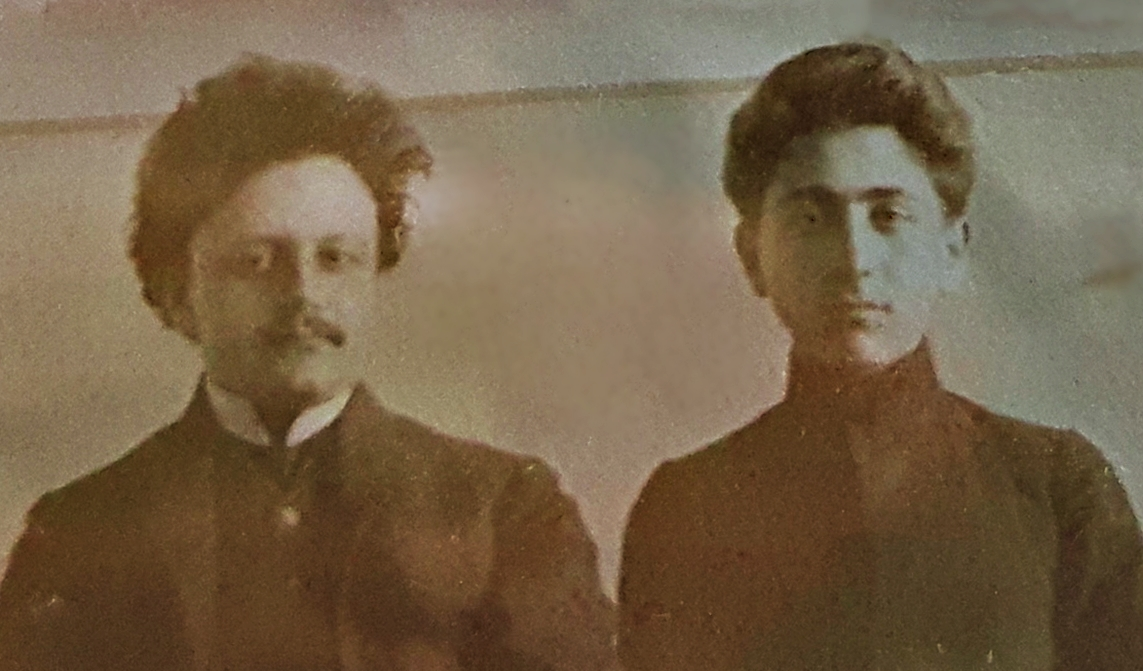
Naoum Blinder con suo insegnante Alexander Fiedelmann nell’aprile 1906; Foto dall'archivio di famiglia di Alexander Shaikhet

Naoum Blinder (Eupatoria, 19 luglio 1889 – San Francisco, 21 novembre 1965) è stato un violinista e insegnante statunitense di origine russa.

## Biografia
Naoum Blinder nacque a Eupatoria (in russo Евпатория) allora nell’Impero russo, ora in Crimea.
Studiò con Alexander Fiedelmann e Pëtr Stoljarskij all’Accademia Reale di musica di Odessa dove completò gli studi nel 1905 a soli 16 anni. Dal 1910 al 1913 si perfezionò con Adol'f Brodskij al Royal College of Music di Manchester . Nel 1913 divenne insegnante presso il Conservatorio Imperiale di Odessa dove rimase fino al 1920.  Dal 1921 al 1927 Blinder iniziò una serie di tour prima nei paesi dell’Est, e poi anche nei paesi del Medio-Oriente. 
Completato un tour in Giappone nel 1928, invece di tornare in Russia, si recò negli Stati Uniti e si stabilì con la famiglia a New York City. Parallelamente all’attività concertistica, ottenne la cattedra di violino alla Juilliard School dove insegnò dal 1929 al 1931.  
Nel 1932, su invito di Isaj Dobrovejn, Blinder accettò il posto di spalla della San Francisco Symphony Orchestra dove ebbe l’opportunità di suonare anche come solista. 
Fu uno dei fondatori del San Francisco String Quartet (1935) che era composto da membri dell'orchestra e da suo fratello Boris. Rimase nella San Francisco Symphony Orchestra fino al 1957; nello stesso periodo collaborò in qualità di solista con diverse orchestre degli Stati Uniti. 
Blinder si distinse anche come insegnante di violino e il suo allievo più famoso fu Isaac Stern. Altri studenti di spicco furono David Abel, Austin Reller, e Glenn Dicterow. Blinder mancò a San Francisco il 21 novembre 1965 all'età di 76 anni.